# Radoslaw Pantalejew
Radoslaw Dimitrow Pantalejew (* 5. Juli 1993 in Plewen) ist ein bulgarischer Boxer im Schwergewicht.
Radoslaw Pantalejew wurde 2013 und 2014 bulgarischer Meister im Halbschwergewicht sowie 2018 bulgarischer Meister im Schwergewicht. Sein bisher größter Erfolg war der Gewinn einer Bronzemedaille im Schwergewicht bei den Weltmeisterschaften 2019 in Jekaterinburg, als er erst im Halbfinale gegen den späteren Weltmeister Muslim Gadschimagomedow ausgeschieden war. Im Viertelfinale hatte er den amtierenden Weltmeister Erislandy Savón besiegt.

## Ergebnisse bei internationalen Großereignissen
- Junioren-Weltmeisterschaften 2009: Viertelfinale
- Jugend-Weltmeisterschaften 2010: Achtelfinale
- U22-Europameisterschaften: 2012 Achtelfinale
- Europameisterschaften 2013: Achtelfinale
- Weltmeisterschaften 2013: Vorrunde
- EU-Meisterschaften 2014: Viertelfinale
- Europaspiele 2015: Achtelfinale
- Europameisterschaften 2015: Viertelfinale
- Europameisterschaften 2017: Vorrunde
- Europaspiele 2019: Achtelfinale
- Weltmeisterschaften 2019: Bronzemedaille
- Europäische Olympiaqualifikation 2020: Viertelfinale
- Weltmeisterschaften 2021: Vorrunde
- Europameisterschaften 2022: Achtelfinale
- Weltmeisterschaften 2023: Vorrunde